# Conflitto in Transnistria
Il conflitto della Transnistria (in romeno Conflictul din Transnistria; in russo Приднестровский конфликт?, Pridnestrovskiy konflikt) è un conflitto congelato in corso tra la Moldavia e lo stato non riconosciuto della Transnistria. La sua fase più attiva fu la guerra della Transnistria, uno dei primi conflitti post-sovietici. Ci furono diversi tentativi per risolvere il conflitto, tutti falliti. Si può ritenere che il conflitto sia iniziato il 2 settembre 1990, quando la Transnistria fece una dichiarazione formale di sovranità separandola dalla Moldavia (allora parte dell'Unione Sovietica).
La Transnistria è riconosciuta a livello internazionale come parte della Moldavia. Ha ottenuto il riconoscimento diplomatico solo da tre stati post-sovietici non riconosciuti: Abkhazia, Ossezia del Sud e Artsakh.

## Storia della Transnistria

### Fino alla seconda guerra mondiale
Nel 1924 l’Unione Sovietica creò una regione autonoma della Moldavia all’interno della Repubblica Socialista Sovietica Ucraina: la Repubblica Socialista Sovietica Autonoma di Moldavia, dove quasi la metà della popolazione parlava rumeno, con Balta come capitale e successivamente Tiraspol
Durante la seconda guerra mondiale, la Romania, allora alleata del Terzo Reich, prese il controllo della Transnistria, senza annetterla ma trasformandola in luogo di deportazione e massacro di antifascisti, ebrei e rom.

### Conseguenze territoriali della guerra del 1992

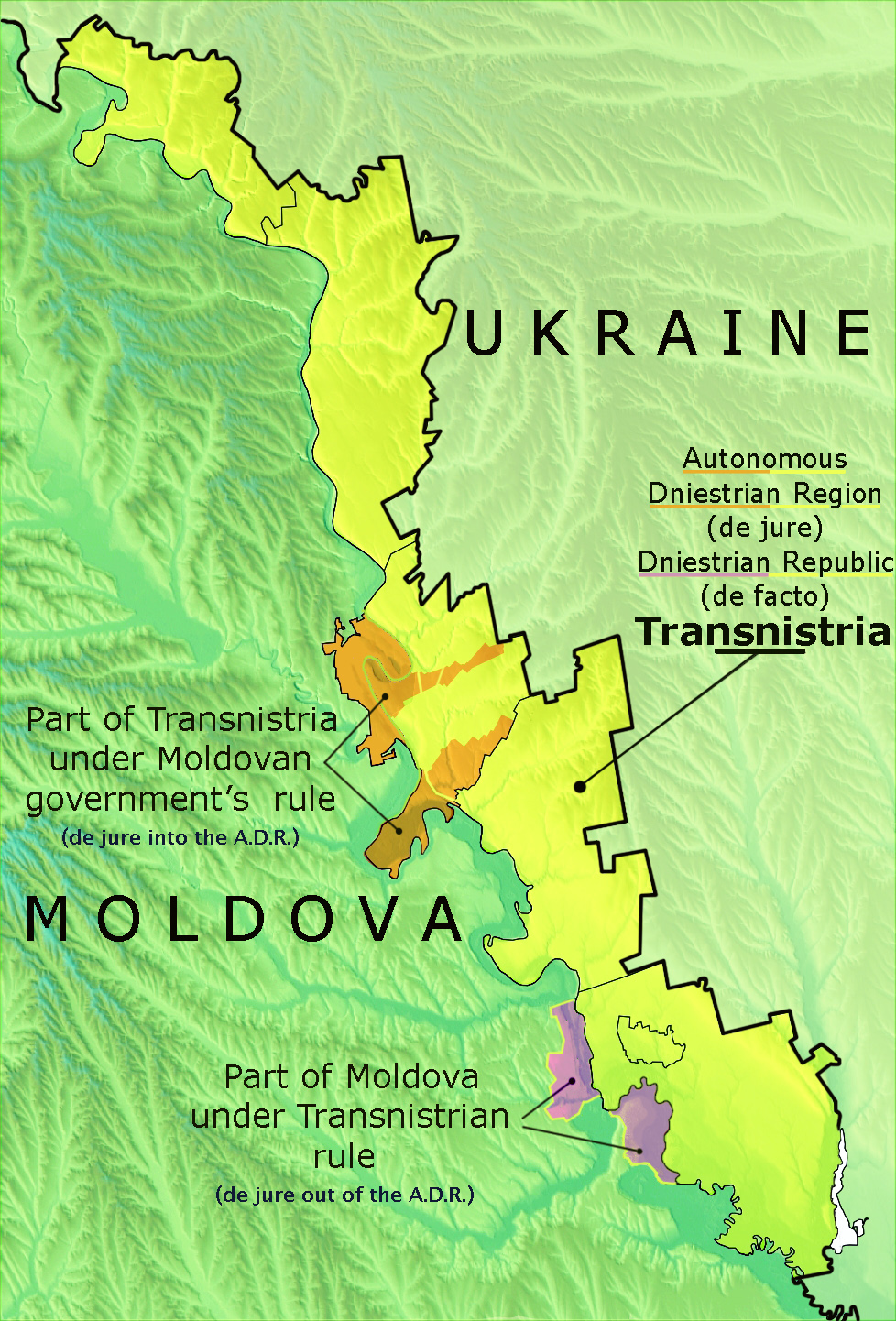
Situazione territoriale del conflitto.

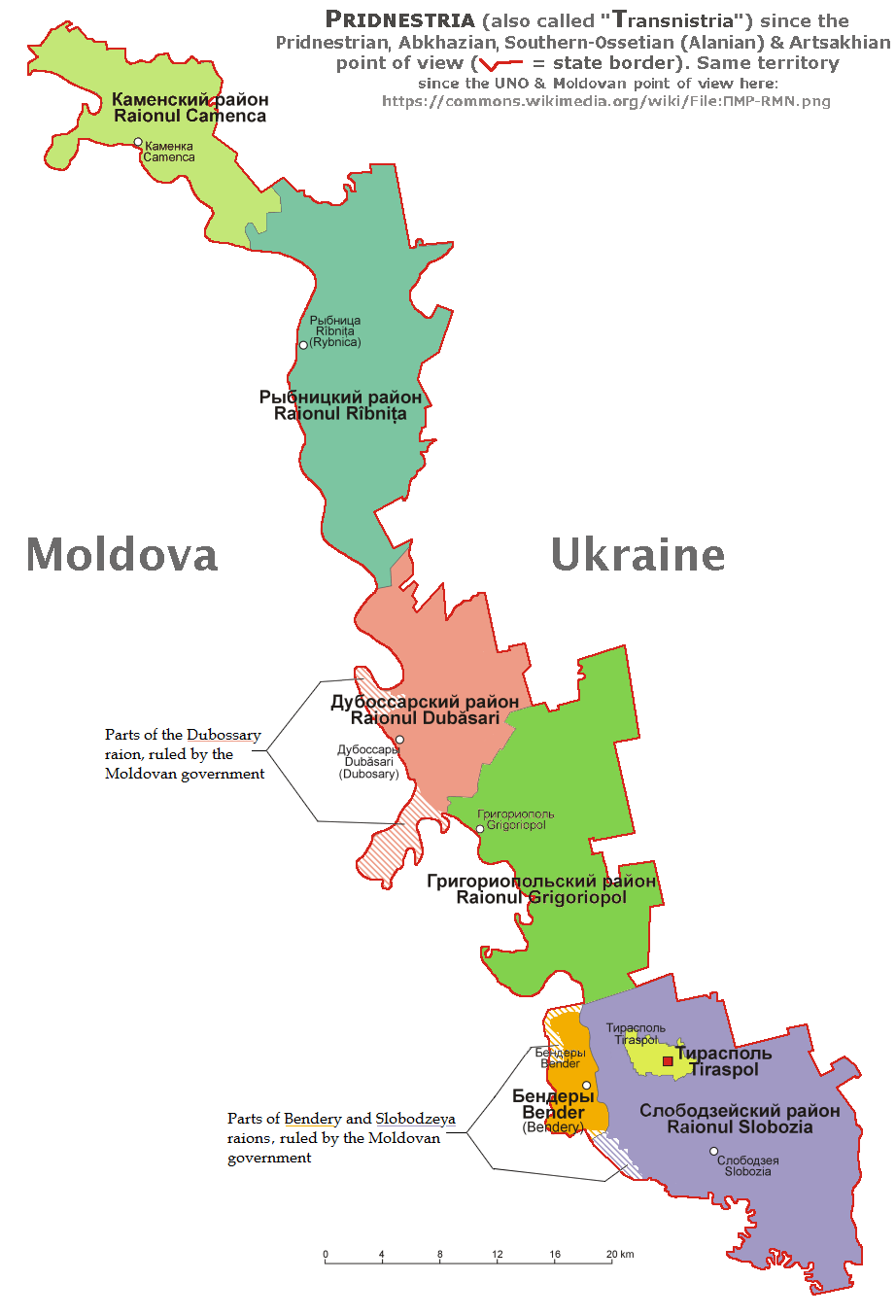
Divisioni amministrative della Transnistria dal punto di vista del Governo di Tiraspol

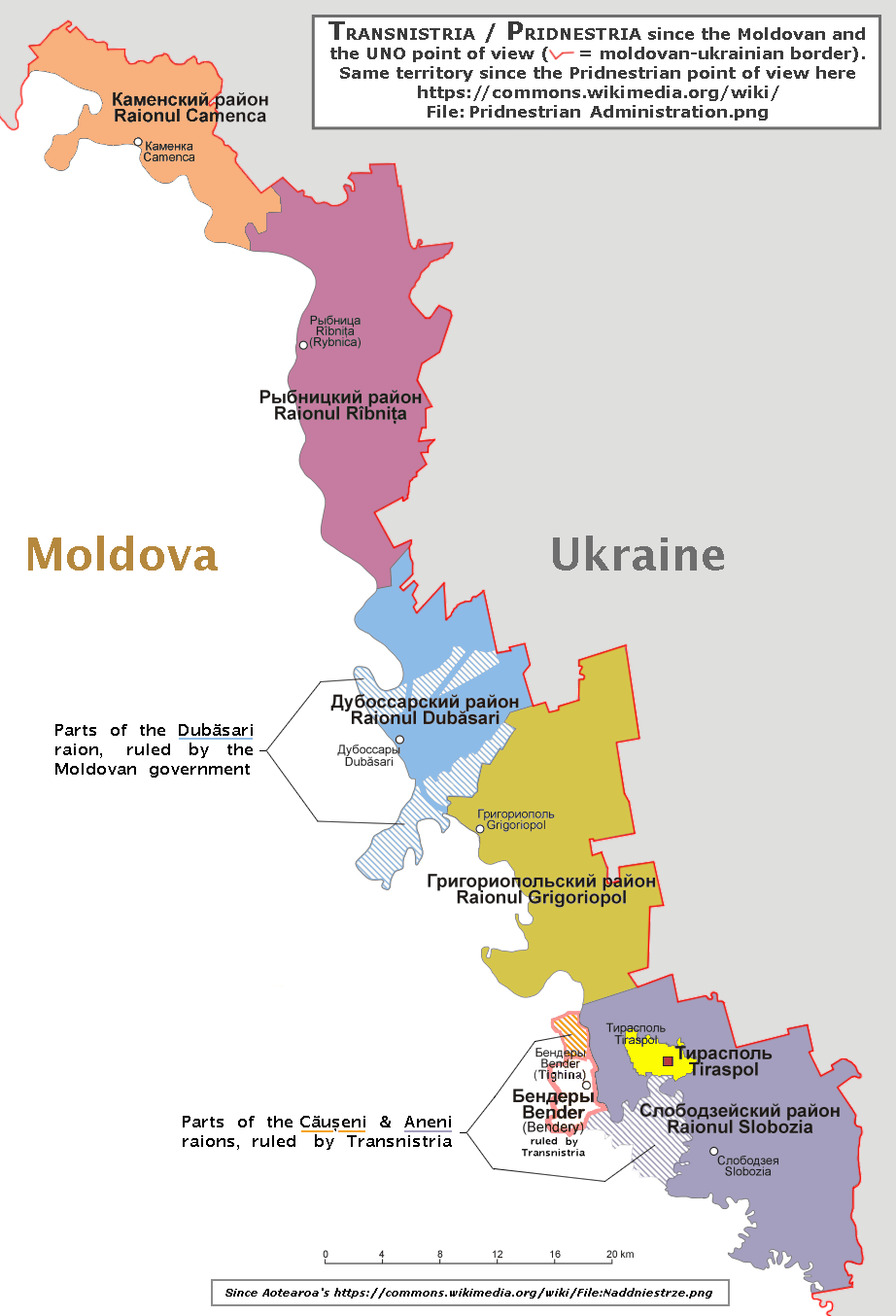
Divisioni amministrative della Transnistria secondo il punto di vista dell'ONU e della Moldavia.

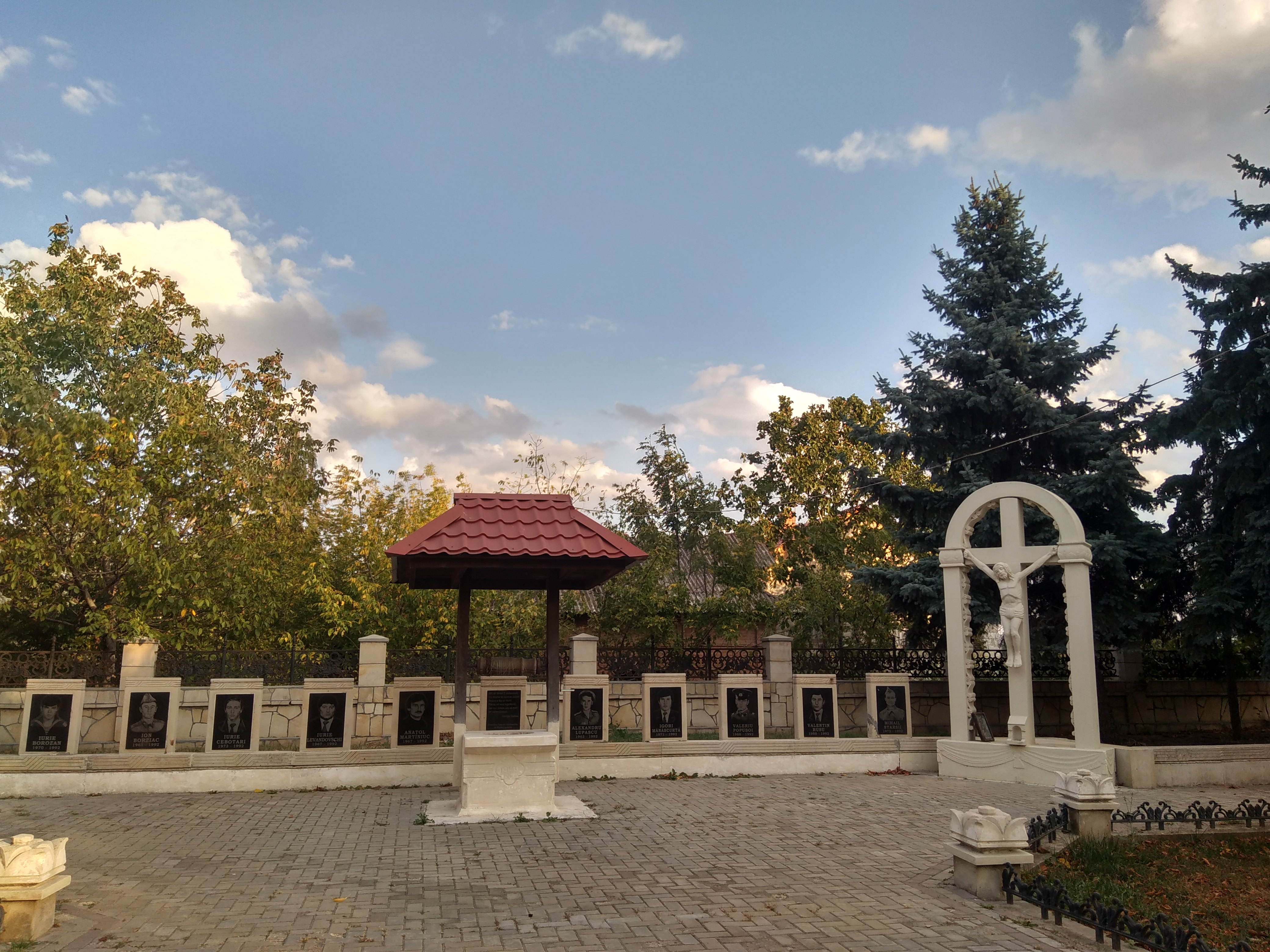
Monumento alle vittime della guerra del 1992 a Soroca.

#### Riva sinistra del Dniestr
Durante la guerra del Dniestr, alcuni villaggi nella parte centrale della Transnistria (sulla riva sinistra orientale del Dniester), si ribellarono alle nuove autorità separatiste della Transnistria e rimasero sotto il controllo della Moldavia. Sono: il comune di Cocieri (compreso il villaggio di Vasilești), il comune di Molovata Nouă (compresa la frazione Roghi), comune di Corjova (compreso il villaggio di Mahala), il comune di Coșnița (compreso il villaggio di Pohrebea), il comune di Pîrîta e il comune di Doroțcaia. Il villaggio di Corjova è attualmente diviso tra le aree di controllo governative della Transnistria e della Moldavia. Roghi è controllata anche dalla Transnistria.

#### Riva destra del Dniester
Alcune aree sulla riva destra del Dniester sono sotto il controllo della Transnistria. La più importante è la città strategica di Bender (Tighina) con il suo sobborgo Proteagailovca, i comuni di Gîsca, Chițcani (compresi i villaggi di Mereneşti e Zahorna) e il comune di Cremenciug, ufficialmente nel raion di Căușeni, situato a sud di Bender/Tighina (Bender è il nome turco adottato dai russofoni, Tighina è il nome moldavo). L’aspetto strategico di quest’area è sia ferroviario (separa la parte settentrionale da quella meridionale della rete ferroviaria moldava e controlla l’accesso dalla Moldavia al porto ucraino di Odessa) che militare (ospita il deposito di munizioni di Cobasna).
Le autorità transnistriane rivendicano anche, ma senza controllo, i comuni di Varnița, nel distretto di Anenii Noi, un sobborgo settentrionale di Bender, e Copanca, nel distretto di Căușeni, a sud di Chițcani.

#### Tensioni successive
Da questi territori trasversali sono nati diversi conflitti. Nel 2005, le forze armate transnistriane entrarono a Vassilievka situata sulla strada strategica che collega Tiraspol e Rîbnița, ma si ritirarono dopo pochi giorni. Nel 2006 ci furono tensioni intorno Varnița. Nel 2007 si è verificato uno scontro tra le forze moldave e quelle transnistriane nel settore Dubăsari – Cocieri, fortunatamente senza vittime. Il 13 maggio 2007, il sindaco del villaggio di Corjova, che è sotto il controllo della Moldavia, è stato arrestato dalla milizia transnistriana (nome locale delle forze di polizia) insieme a un consigliere della parte della raion di Dubăsari controllata dalla Moldavia.
Durante le crescenti tensioni tra Russia e Ucraina, il 14 gennaio 2022, l'intelligence militare ucraina ha dichiarato che i servizi speciali russi si stavano preparando per creare un pretesto per un'invasione russa dell'Ucraina meridionale (Odessa) dalla Transnistria.

## Posizione dei sostenitori del governo della Transnistria
Nel 1990, l’indipendenza della Transnistria fu proclamata, nella regione, da un certo numero di funzionari sovietici locali contrari alla perestrojka. Secondo i sostenitori della Transnistria, poiché il territorio a est del fiume Dniester, storicamente la Podolia, non è mai appartenuto al Principato di Moldova, la moderna Moldavia non ha quindi diritti storici lì. Le autorità moldave rispondono che se si dovesse fare riferimento al “legge storica", potrebbero rivendicare il confine medievale dell'ex principato, compresa la regione di Chernivtsi e Boudjak, con accesso al Mar Nero, il che sarebbe anacronistico e assurdo. E ricordano che la proclamazione della Transnistria fu immediatamente annullata dal segretario generale del Partito Comunista dell'Unione Sovietica, Mikhail Gorbaciov.
Quando l’URSS si disgregò nel 1991, la Moldavia divenne indipendente, ma senza la Transnistria. Nel 2006, i leader della Transnistria organizzarono un référendum per determinare lo status della Transnistria. C'erano due dichiarazioni sulla scheda elettorale: il primo era: “Rinuncia all'indipendenza e potenziale futura integrazione alla Moldavia»; il secondo era: “Indipendenza e potenziale futura integrazione alla Russia". Il risultato di questo doppio referendum fu che gran parte della popolazione era contraria alla prima dichiarazione (96.61%) e a favore della seconda (98.07%) e uno studio del 2010 condotto dall'Università del Colorado a Boulder ha dimostrato che più di 80% dei russi e degli ucraini della Transnistria (60% della popolazione) e due terzi dei moldavi (39,9% della popolazione della Transnistria nel 1989) preferì l'indipendenza o l'annessione da parte della Russia piuttosto che la riunificazione con la Moldavia, ma va ricordato che non esiste opposizione politica o libertà di opinione in Transnistria, che l'esercito si trova ancora lì, e che un gran numero di espatriati economici della Transnistria vivono e lavorano in Russia.

## Posizione della Moldavia
La Moldavia perse di fatto il controllo della Transnistria nel 1992, perdendo la guerra del Dniestr. Come altri stati post-sovietici, la Repubblica di Moldavia si considera il legittimo stato successore della RSS Moldava (con il diritto di uscire dall'Unione Sovietica in conformità con l'ultima versione della Costituzione sovietica). Secondo il principio di integrità territoriale, la Moldavia afferma che qualsiasi forma di secessione di un territorio dallo stato moldavo senza il consenso del governo e del Parlamento è illegale. Il governo moldavo ritiene che la sua posizione sia sostenuta dal Diritto internazionale e sottolinea che nemmeno la Russia riconosce legalmente la Transnistria. La Russia desidera attuare la reintegrazione della Transnistria nella Moldavia come regione autonoma, magari con il nome "Nistria" (tra il 1998 e il 2001 il governo moldavo aveva già suddiviso creando una regione autonoma di “Nistria” su entrambe le rive del Dniester, ma il governo di Tiraspol rifiutò di integrarsi). Secondo fonti moldave, il clima politico in Transnistria non consente la libera espressione della volontà degli abitanti della regione e i sostenitori della reintegrazione della Transnistria nella Moldavia sono vittime di aggressioni, arresti arbitrari e altri tipi di intimidazioni da parte delle autorità separatiste.
A causa del mancato riconoscimento dell'indipendenza della Transnistria, la Moldavia considera tutti i residenti della Transnistria legalmente come cittadini della Moldavia. Tuttavia, si stima che 60000 e 80000 abitanti abbiano acquisito la cittadinanza russa e circa 20000 transnistriani abbiano acquisito la cittadinanza ucraina.

## Riconoscimento internazionale della sovranità della Transnistria
Solo tre entità politiche riconoscono la sovranità della Transnistria, che sono essi stessi stati in gran parte non riconosciuti: Abkhazia, Ossezia del Sud e Artsakh. Tutti e quattro gli stati sono membri della Comunità per la democrazia e i diritti delle nazioni. Il 22 febbraio 2023 la Russia ha abrogato un decreto del 2012 che esprimeva il desiderio del Cremlino di “trovare una soluzione giuridica per la Transnistria rispettando l'integrità territoriale della Moldavia”, un'abrogazione che potrebbe consentire alla Russia di riconoscere ufficialmente la secessione della Transnistria, come ha già fatto con l'Abkhazia o l'Ossezia del Sud in Georgia

## Risoluzione delle Nazioni Unite A/72/L.58

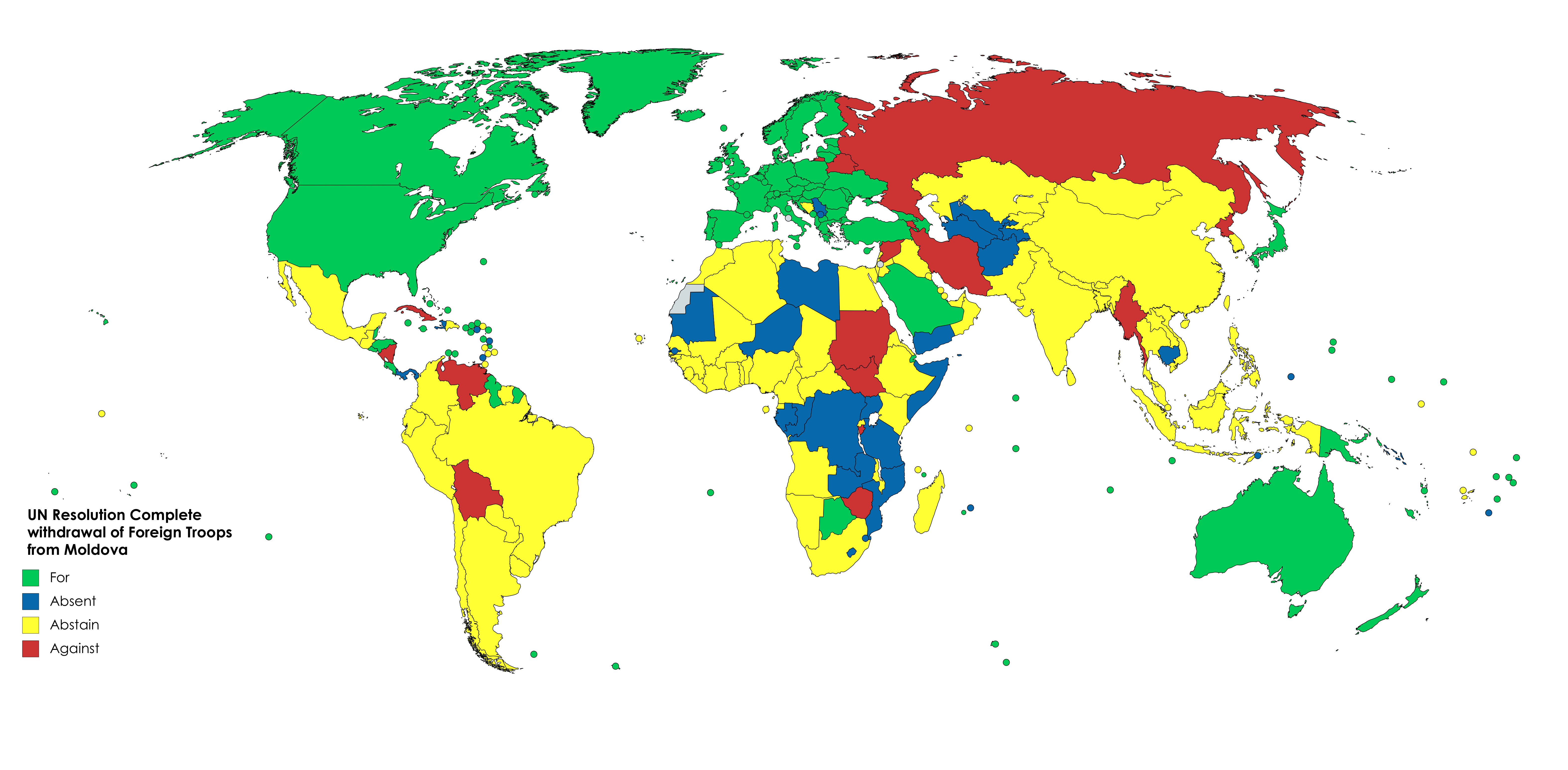
Risultati del voto dell'Assemblea generale delle Nazioni Unite sul ritiro dei soldati stranieri in Transnistria.
In verde gli stati favorevoli In rosso gli stati contrari In giallo gli stati astenuti
In blu gli stati assenti dal voto In grigio gli stati non membri delle Nazioni Unite

Il 22 giugno 2018, la Repubblica di Moldova ha presentato una risoluzione delle Nazioni Unite che chiede "ritiro completo e incondizionato delle forze militari straniere dal territorio della Repubblica di Moldova, compresa la Transnistria". La risoluzione è stata adottata da una maggioranza schiacciante.